# Vladimír Urban
Vladimír Urban (7. srpna 1958 – 1989) byl slovenský hokejista, obránce.

## Hokejová kariéra
V československé lize hrál za Slovan Bratislava CHZJD a během vojenské služby za Duklu Trenčín. V roce 1979 získal mistrovský titul. V letech 1977 a 1978 reprezentoval Československo na mistrovství světa juniorů do 20 let, v roce 1977 získal s týmem bronzovou medaili za 3. místo.

## Klubové statistiky
| Sezona    | Klub                    | Soutěž  | Základní část | Základní část | Základní část | Základní část | Základní část |
| Sezona    | Klub                    | Soutěž  | Z             | G             | A             | B             | TM            |
| --------- | ----------------------- | ------- | ------------- | ------------- | ------------- | ------------- | ------------- |
| 1977/1978 | Slovan Bratislava CHZJD | 1. liga | 42            | 1             | 2             | 3             | 15            |
| 1978/1979 | Slovan Bratislava CHZJD | 1. liga | 44            | 9             | 14            | 23            | -             |
| 1979/1980 | Dukla Trenčín           | 1. liga | 13            | 0             | 0             | 0             | 10            |
| 1980/1981 | Dukla Trenčín           | 1. liga | 5             | 0             | 1             | 1             | 0             |
| 1982/1983 | Slovan Bratislava CHZJD | 1. liga | 26            | 0             | 4             | 4             | 16            |
| 1983/1984 | Slovan Bratislava CHZJD | 1. liga | 35            | 0             | 1             | 1             | 24            |
| 1984/1985 | Slovan Bratislava CHZJD | 1. liga | 32            | 1             | 2             | 3             | 12            |
| 1986/1987 | Slovan Bratislava CHZJD | 1. liga | 21            | 0             | 1             | 1             | 12            |